# La teta y la luna
La teta y la luna es una película hispano-francesa, dirigida por Bigas Luna.

## Argumento
Tete, un niño de nueve años (Biel Duran), está triste y deprimido por dos motivos: como enxaneta, no logra nunca llegar a coronar el castillo, y como hermano mayor, se ve desplazado por su hermanito, a quien la madre alimenta dándole el pecho, mientras que él tiene que beber leche de botella. Tete se obsesiona con tener una teta para él solo y emprende una misión personal para encontrar el par de tetas perfecto donde poder mamar. El complejo de Edipo y su obsesión morbosa por las ubres se concretan cuando llega al pueblo una bailarina francesa, Estrellita (Mathilda May), muy bien dotada, a quien Tete regala una rana. Conmovida por el cariño que le demuestra el niño, la chica se decide a amamantarlo, satisfaciendo así su deseo. Desgraciadamente para Tete, Estrellita recibe las atenciones de muchos hombres, incluyendo su pareja artística, y esposo, Maurice (Gérard Darmon), y su amante, un atractivo adolescente, electricista y cantante flamenco, Miguel (Miguel Poveda). Con todo este montón de competidores, ¿podrá satisfacer su deseo el pobre Tete? Finalmente, se produce una escena onírica muy del gusto de Bigas Luna donde participan Tete, que consigue escalar el castillo, Estrellita convertida en la madre que le da el pecho, y Miguel vestido de ángel en un espectáculo con Estrellita y Maurice, que se convierte de hecho en el gigoló de la mujer.

## Créditos
- Producción: Andrés Vicente Gómez
- Guion: Cuca Canals y Bigas Luna
- Música: Nicola Piovani
- Fotografía: José Luis Alcaine
- Montaje: Carmen Frías
- Vestuario: Patrícia Monné
- Maquillaje: Betty de Villanueva
- Rodada en Tarragona y Barcelona
- Hablada originalmente en catalán, castellano y francés.

## Reparto
- Biel Duran como Tete.
- David Pérez como hermano pequeño de Tete.
- Mathilda May como Estrellita.
- Gérard Darmon como Maurice.
- Miguel Poveda como Miguel.
- Abel Folk como el padre.
- Laura Mañá como la madre.
- Genís Sánchez como Stallone.
- Xavier Massé como el abuelo.
- Victoria Lepori como La de les tetes.
- Xus Estruch como la madre de Stallone.
- Jane Harvey como La Caballé.
- Vanessa Isbert como la novia de Stallone.
- Jordi Busquets como el jefe de Patrulla.
- Diego Fernández
- Salvador Anglada como un casteller.
- Javier Bardem (en un papel muy pequeño, que no aparece en los créditos).

## Curiosidades
- El personaje de Maurice se inspira en la figura del actor marsellés Joseph Pujol, dicho Le Pétomane ("El hombre pedo").
- Según el crítico cinematográfico italiano Morando Morandini, esta película fue la primera de la historia del cine (excluidas las pornográficas) que llevaba la palabra "teta" en el título.[2]